# Sebastian Burger (Handballspieler)
Sebastian Burger (* 8. September 1995 in Bregenz)  ist ein österreichischer Handballspieler.
Burger rückte zur Saison 2014/15 in die erste Mannschaft von Bregenz Handball auf, welche an der Handball Liga Austria teilnimmt. In seinem ersten Jahr als Teil des Teams lief er bereits für die Vorarlberger im EHF-Cup auf. 2016 wechselte der Außenspieler in die Handball Bundesliga Austria zum UHC Hollabrunn. Zur Saison 2021/22 wurde Burger von den BT Füchsen für die Handball Liga Austria verpflichtet. Im April 2022 wurde bekannt, dass der Rechtshänder einen ab der Saison 2022/23 gültigen Vertrag bei Bregenz Handball unterschrieben hat.
Sein Vater Markus Burger ist als Handballtrainer bei Bregenz Handball aktiv.

## HLA-Bilanz
| Saison    | Verein           | Spielklasse     | Spiele | Tore | 7-Meter      | Feldtore |
| --------- | ---------------- | --------------- | ------ | ---- | ------------ | -------- |
| 2014/15   | Bregenz Handball | HLA Meisterliga | 0-     | 0 6  | 0/0          | 06       |
| 2015/16   | Bregenz Handball | HLA Meisterliga | 0-     | 020  | 0/0          | 020      |
| 2021/22   | BT Füchse        | HLA Meisterliga | 028    | 058  | 2/5          | 056      |
| 2022/23   | Bregenz Handball | HLA Meisterliga | 028    | 084  | 1/2          | 083      |
| 2023/24   | Bregenz Handball | HLA Meisterliga | 024    | 100  | 23/35        | 077      |
| 2024/25   | Bregenz Handball | HLA Meisterliga | 024    | 078  | 29/37        | 077      |
| 2014–2025 | gesamt           | HLA Meisterliga | 104 1  | 346  | 55/79 (70 %) | 291      |